# Hajós Szilárd
Hajós Szilárd (Baja, 1997. szeptember 17. –) magyar szabadúszó színész. Zenés és prózai előadásokban egyaránt játszik.

## Tanulmányai
2016-ban a Bostoni Egyetem nyári előadóművészeti kurzusán vett részt, majd a London Academy of Music and Dramatic Arts-ban tanult klasszikus színészetet  fél évig angol nyelven. 2017-től elvégezte a Babes-Bolyai Tudományegyetem BA színművész szakát Hatházi András osztályában. 2020-tól ugyanitt megszerezte az MA színművész diplomát is. Jelenleg Budapesten él.

## Fontosabb színházi tevékenységei
- Maróti Lajos: Az utolsó utáni éjszaka (Hevesi Sándor Színház és az Esztergomi Várszínház koprodukciója) - Albert Einstein, a halál angyala (r.: Pataki András)
- A hóhér kötele - zenés thriller (Újszínház, 2024) - Az ifjú Takács (r.: Pataki András)
- A Pál utcai fiúk (Debreceni Csokonai Színház , 2020) - Nemecsek, Barabás (r.: Keszég László)
- Sirály (Csengeri Alkotó Központ, 2021) - Trepljov (r.: Eszenyi Enikő)
- Az élet kapuja (Újszínház, 2024) - Agostino (r.: Nagy Viktor)
- A test történetei (Csengeri Alkotó Központ, 2022) - Rendező, Estragon (r.: Eszenyi Enikő, Szilágyi Csenge, Bodó A. Ottó)
- Kasimir és Karoline (Csengeri Alkotó Központ, 2022) - Schürzinger (r.: Szilágyi Csenge)
- Egyedül nem megy - Menni kéne (6Szín, 2022) (r.: Simon Kornél)
- Mágnás Miska (Debreceni Csokonai Színház, 2022) - Pikszi, Mikszi (r.: Gemza Péter)